# Elongaticonidia
Elongaticonidia is een monotypisch geslacht in de orde Ostropales. De familie is nog niet eenduidig bepaald (incertae sedis). Het bevat alleen de soort Elongaticonidia rosae. 